# Wersje
Wersje – czwarty studyjny album Gaby Kulki wydany 4 listopada 2013 roku.

## Lista utworów
1. „All We Ever Wanted Was Everything” – 2:55
2. „Got a Song” – 2:39
3. „Niejasności” – 4:10
4. „Detuned Radio” – 3:10
5. „Królestwo i pół” – 4:13
6. „Na pierwszy znak” – 4:43
7. „Heard the Light” – 3:53
8. „New to Somebody” – 3:46
9. „Laleczka” – 4:39
10. „Over” – 5:00
11. „Sexy Doll” – 3:36
12. „Shark” – 2:33
13. „Bosso” – 4:08
14. „Love Me” – 6:34
15. „Pilot” – 3:39
16. „I Don’t Know” – 3:43
17. „Emily” – 2:23
18. „Challenger” – 3:51

### Wersja cyfrowa
1. „All We Ever Wanted Was Everything” – 2:55
2. „Got a Song” – 2:39
3. „Niejasności” – 4:10
4. „Detuned Radio” – 3:10
5. „Królestwo i pół” – 4:13
6. „Na pierwszy znak” – 4:43
7. „Heard the Light” – 3:53
8. „New to Somebody” – 3:46
9. „Laleczka” – 4:39
10. „Over” – 5:00
11. „Sexy Doll” – 3:36
12. „Shark” – 2:33
13. „Bosso” – 4:08
14. „Love Me” – 6:34
15. „Pilot” – 3:39
16. „I Don’t Know” – 3:43
17. „Emily” – 2:23
18. „Challenger” – 3:51
19. „Bosso” (Allegra Kabuki remix) – 2:53
20. „Challenger” (Baaba remix) – 2:54
21. „Laleczka... is in another castle” (Allegra Kabuki remix) – 2:09
22. „Shark 2" (Marcin Bors remix) – 2:33
23. „I Don’t Know” (Taipei demo) – 3:37